# Leontopodium beerianum
Leontopodium beerianum là một loài thực vật có hoa trong họ Cúc. Loài này được Beauverd ex Murr mô tả khoa học đầu tiên.